# Commerce (Texas)
Commerce is een plaats (city) in de Amerikaanse staat Texas, en valt bestuurlijk gezien onder Hunt County.

## Demografie
Bij de volkstelling in 2000 werd het aantal inwoners vastgesteld op 7669.
In 2006 is het aantal inwoners door het United States Census Bureau geschat op 9419, een stijging van 1750 (22.8%).

## Geografie
Volgens het United States Census Bureau beslaat de plaats een oppervlakte van
16,9 km², waarvan 16,8 km² land en 0,1 km² water.

## Plaatsen in de nabije omgeving
De onderstaande figuur toont nabijgelegen plaatsen in een straal van 24 km rond Commerce.

## Geboren
- Claire Lee Chennault (1890-1958), generaal en piloot